# Sekjoeritie
Sekjoeritie is een Nederlandse telefilm uit 2010. De film is geregisseerd door Nicole van Kilsdonk, gebaseerd op een scenario van Bert Bouma.

## Verhaal
Televisiemaakster Tjitske (Elise Schaap) werkt aan een documentaire over beveiligers en volgt het leven van Bob (Loek Peters), die het meest voldoet aan het stereotype. Hoe langer Tjitske Bob volgt, hoe langer het duidelijk wordt dat Bob niet echt het stereotype is. Bob is een volkse man, met scherpe opmerkingen, die iedereen in een bepaald hokje plaatst, met het hart op de juiste plek. Tjitskes producent (Wim Bouwens) zet echter vraagtekens bij haar objectiviteit.

## Rolverdeling
- Elise Schaap: Tjitske
- Loek Peters: Bob
- Wim Bouwens: Sven als producent
- Casper Gimbrère: Jeroen als cameraman
- Annemarie Prins: Moeder Bob
- Isis Cabolet: Lucille als milieuactiviste
- Horace Cohen: Fred
- Steef Cuijpers: Johan
- Gijs de Lange: Vader Tjitske
- Peggy Jane de Schepper: Christel